# Coolacader
Coolacader is een geslacht van wantsen uit de familie van de Miridae (Blindwantsen). Het geslacht werd voor het eerst wetenschappelijk beschreven door Moir in 2022.

## Soorten
Het genus bevat de volgende soorten:

- Coolacader cordatus (Hacker, 1927)
- Coolacader cupido Moir, 2022
- Coolacader kardia Moir, 2022
- Coolacader valentine Moir, 2022